# Augustus' religiøse reformer
Augustus’ religiøse reformer var Augustus's forsøg på at give den traditionelle romerske religion nyt liv efter at han og kredsen om ham havde fået magten i Romerriget. De var del af de reformer, der førte til genetableringen af den romerske stat efter den ødelæggende borgerkrig.

## Genoplivning af religionen
Augustus beskrev reformerne i sit politiske testamente Res Gestae Divi Augusti:
Med udstedelsen af flere nye love fornyede jeg vore forfædres svindende skikke og var selv forbillede i mangt og meget for at være eksempel for eftertiden.
En stor del af Roms templer og helligdomme var stærkt forfaldne pga. manglende vedligeholdelse under borgerkrigen, og blev restaureret af Augustus, da hans parti havde vundet den endelige sejr. Flere præsteembeder havde været ubesatte igennem en årrække, og Augustus udnævnte fx en flamen Dialis for første gang siden 87 f.Kr.. De traditionelle offerceremonier skulle genoptages, mens fremmede religioner i flere tilfælde blev forbudt, og især egyptiske kulter blev forfulgt. Det gælder bl.a. Isiskulten, som var blevet meget populær i Rom.
Blandt de kulter, der blev genoplivet, var dyrkelsen af Lares Compitales (guder for vejkryds og skel). Men som noget nyt blev den knyttet til kulten for Augustus’ egen genius. Dyrkelsen af række særlige Lares Augusti spredte sig herefter igennem hele Italien.
Augustus fejrede etableringen af sit nye regime med afholdelsen af Ludi Saeculares i 17. f.Kr., men hvor det tidligere var de underjordiske guder som Dis Pater og Proserpina, der fejredes, var det nu Apollo og Venus. Det var fremtiden og begyndelsen på en ny gylden epoke, som blev fejret.

## Den nye fred efter borgerkrigen
De religiøse reformer var et vigtigt led i etableringen af Augustus’ principat, da de havde stor propagandamæssig betydning for legitimeringen af det nye regime. Formålet var at vise, at Augustus med sin sejr over Marcus Antonius havde bragt fred og ordnede forhold tilbage og genrejst riget i dets tidligere form. Det var en udbredt opfattelse blandt romerne, at de mange sejre, som Rom havde vundet, også havde svækket byen og åbnet for nye, fremmede uromerske skikke. Byen var næsten bukket under, fordi dens ledere havde fået ”græske” ideer såsom demagogi og tyranni; resultatet var en borgerkrig.
Mindet om borgerkrigen med dens manglende respekt for gudernede og gamle dyder levede i befolkningen, da kejserdømmet blev etableret. Opfattelsen var, at den totale kollaps kun med nød og næppe var undgået med freden efter Actium, og frygten for at et nyt kaos kunne bryde ud var stadig udbredt. Det kom bl.a. til udtryk hos Livius i hans forord til Ab Urbe condita.
Under det nye regime skulle romerne genoptage fortidens skikke og kontakten til den guddommelige verden for at genoplive ritualerne inden for staten og den private kult. Borgerkrigen var et resultat af romernes svigt af religionen, for den guddommelige lov (ius divinum) mellem guder og mennesker var brudt, og gudernes fred (pax deorum) var sat ud af kraft. Derfor var det vigtigt for regimets propaganda at love, at den gamle orden ville blive genskabt, når de republikanske riter var genoplivet. Og Augustus skulle stå som garanten for det.

## Konservatisme og patriotisme
Horats beskriver i 35 f.Kr. Augustus – fire år før hans sejr ved Actium – som en mand, der bekymrer sig om Italien og dets guders helligdomme. Augustus stod under krigen mod Antonius for en linje, der i højere og højere grad blev fremstillet som et forsvar for de vestlige, dvs. italiske og græske, værdier mod de indtrængende og dekadente østlige skikke. De var personificeret af Antonius, der havde allieret sig med den egyptiske dronning Kleopatra. Under krigen havde Augustus stået sammen med Italiens guder overfor Egyptens bestialske gudehob.
Kredsen omkring Augustus udnyttede sejren ved Actium til at skabe en patriotisk bevægelse, og til at skabe en ”national”-myte, om at romerne havde skabt deres imperium fordi det var uafvendeligt; hvor grækerne havde deres filosofi, kunst og retorik, så var romerne mestre i krigs- og statmandskunst. Augustus havde med sin sejr forsvaret disse dyder og skabt mulighed for en ny storhedstid for romernes imperium.
På grundlag af en konservativ strømning, der længtes efter et gammelt idealsamfund, iværksatte Augustus en række reformer, som genetablerede de gamle institutioner. Indholdet blev brugt som understøttelse af det nye regimes legitimitet og garanti for dets overlevelse. Denne konservative strømning ydede et væsentlig bidrag til fundamentet for en reel nyskabelse i den romerske historie: Augustus' kejserdømme.